# Lijnbaansgracht 211-218
Het gebouwencomplex Lijnbaansgracht 211-218/Passeerdersgracht 34-38 te Amsterdam is een gebouw aan de Lijnbaansgracht hoek Passeerdersgracht, hoek Tweede Passeerdersdwarsstraat, hoek Passeerdersstraat te Amsterdam-Centrum.  
Op de plaats van het complex verscheen rond 1940 een wooncomplex in de verstrakte Amsterdamse Schoolstijl. Architecten waren Lucas Göbel (1899-1989) en Gerardus den Hertog (1901-1990). Het gebouw bestaat uit een souterrain, daarop vier woonetages en een zolderverdieping, iets wat aan de Lijnbaansgracht nog niet vaak terug te vinden was; de bebouwing bestond voornamelijk uit laagbouw. Het souterrain valt nog binnen de natuurstenen borstwering. Vanaf dan begint een bakstenen gevel met ingesneden portieken met blokjes natuursteen tussen het baksteen. Vanaf verdieping twee zijn erkers in de raamgangen te vinden. Het complex staat op een vierhoek, waarbij er een taartpunt (dat wil zeggen scherpe hoek) is ontstaan op de hoek Lijnbaansgracht 211 en Passeerdersstraat (diepte circa 10 meter), terwijl aan het eind bij huisnummer 218 een diepte is ontstaan van meer dan 30 meter. Het complex lijkt op de woonblokken in de wijk Bos en Lommer, die ook door Göbel en Den Hertog (met derden) waren ontworpen.
Het gebouw wordt omringd door andere monumenten:
- Gemeentelijk Arbeidsgebouw aan de Passeerdersgracht 30-32/ Tweede Passeerdersdwarsstraat 7-9
- Tweede Passeerdersdwarsstraat 1-3/Passeerdersstraat 67
- brug 98 en brug 99
- Raamplein 1 met de Openbare Handelsschool.